# Charlotte-Adélaïde Dard
Charlotte-Adélaïde Dard, née le 14 septembre 1798 à Paris et morte le 2 novembre 1862 à Saint-Louis, est une écrivaine française connue pour son ouvrage La Chaumière africaine ou histoire d’une famille française jetée sur la côte occidentale de l’Afrique à la suite du naufrage de la frégate La Méduse en 1824.

## Biographie
Née Charlotte-Adélaïde Picard, elle est la fille d'un capitaine d'infanterie devenu greffier pendant le Directoire, elle est emmenée par son père au Sénégal sur la frégate La Méduse en 1816. Lors du naufrage de celle-ci au large de la Mauritanie, la famille a la possibilité de monter sur un canot de sauvetage (et non sur le célèbre radeau de la Méduse). À bord du canot, on manque d'eau, de vivres et ce dernier prend l'eau de toutes parts. Lorsqu'ils débarquent enfin à Saint-Louis au Sénégal, le gouverneur français les laisse à leur sort et ils sont finalement pris en charge par le gouverneur anglais.
À la mort de son père, elle et ses deux frères et sœurs sont confiés à Jean Dard, fondateur de l'École mutuelle avec qui elle se marie en 1822. Peu après, ils déménagent à Bligny-lès-Beaune, où elle entreprend l'écriture de La Chaumière africaine ou histoire d’une famille française jetée sur la côte occidentale de l’Afrique à la suite du naufrage de la frégate La Méduse, publié en 1824 pour la première fois. Elle y raconte le naufrage de la frégate et les difficultés sur le canot pour atteindre les rives africaines mais parle aussi de la vie en Afrique et de ses autochtones.
En 1832, le couple repart au Sénégal avec ses trois enfants, mais Jean Dard meurt de maladie quelques mois plus tard. Elle est alors rapatriée en France mais ayant obtenu son brevet d'éducation, elle repart pour Saint-Louis où elle meurt en 1862, à l'âge de 64 ans.